# Antoine Wright
Pour les articles homonymes, voir Antoine Wright (basket-ball), Tony Wright et Wright.
Antoine (« Tony ») Wright, né le 4 mars 1960, est un homme politique vanuatais.
Après des études à l'Université Hassan II au Maroc et à l'Ecole internationale de Bordeaux en France, il est employé à l'ambassade de France dans son pays, le Vanuatu.
Lors des élections législatives d'octobre 2012, il est élu pour la première fois député au Parlement du Vanuatu, représentant la capitale Port-Vila, sous l'étiquette de l'Union des partis modérés - mouvement francophone de tendance conservatrice. Le 23 mars 2013, le Premier ministre Sato Kilman perd la confiance du Parlement, et Moana Carcasses Kalosil (Confédération verte) lui succède à la tête du gouvernement. Carcasses nomme Wright au poste de ministre de la Jeunesse et des Sports au sein de son gouvernement de coalition.
Le 15 mai 2014, le Parlement démet le gouvernement Carcasses, et élit Joe Natuman à la tête d'un nouveau gouvernement. Le 11 juin 2015, Sato Kilman parvient à constituer une majorité au Parlement pour contraindre Natuman à la démission, et reprend la tête du gouvernement. Tony Wright siège comme simple député de cette nouvelle majorité.
Le 22 octobre 2015, Tony Wright et quatorze autres députés de la majorité parlementaire de Sato Kilman sont condamnés à des peines de prison pour corruption. Le vice-Premier ministre Moana Carcasses est reconnu coupable d'avoir soudoyé les quatorze autres quelques mois plus tôt pour qu'ils votent la destitution du gouvernement de Joe Natuman. Tony Wright est condamné à trois ans de prison ferme. Les condamnés perdent immédiatement leur siège de député. Le Premier ministre Kilman n'ayant pas de majorité pour gouverner et ayant refusé de former un gouvernement d'union nationale avec l'opposition, le président de la République, Baldwin Lonsdale, dissout le Parlement le 24 novembre, et annonce des élections législatives anticipées. Étant en prison, Tony Wright n'est pas autorisé à y participer.
Il est l'oncle maternel de la fratrie de députés Anthony Iauko, Pascal Iauko et Xavier Iauko.